# Dunavarsány
Dunavarsány  este un oraș în districtul Szigetszentmiklós, județul Pesta, Ungaria, având o populație de 7.151 de locuitori (2011). 

## Demografie
Componența etnică a orașului Dunavarsány
     Maghiari (93,78%)
     Germani (3,1%)
     Romi (1,27%)
     Necunoscut (0,91%)
     Alții (0,94%)
Componența confesională a orașului Dunavarsány
     Romano-catolici (33,18%)
     Fără religie (20,15%)
     Reformați (12,21%)
     Atei (1,65%)
     Necunoscută (31,32%)
     Alte religii (3,38%)
Conform recensământului din 2011, orașul Dunavarsány avea 7.151 de locuitori. Din punct de vedere etnic, majoritatea locuitorilor (93,78%) erau maghiari, existând și minorități de germani (3,1%) și romi (1,27%). Apartenența etnică nu este cunoscută în cazul a 0,91% din locuitori. Nu există o religie majoritară, locuitorii fiind romano-catolici (33,18%), persoane fără religie (20,15%), reformați (12,21%) și atei (1,65%). Pentru 31,32% din locuitori nu este cunoscută apartenența confesională.